# 奧洛帕
奧洛帕（西班牙語：Olopa），是危地馬拉的城鎮，位於該國東部，由奇基穆拉省負責管轄，面積156平方公里，海拔高度1,243米，2002年人口17,817，人口密度每平方公里114.21人。